# Чемпіонат Європи із самбо 2021
XL чемпіонат Європи із самбо пройшов з 25 по 29 травня 2021 року у місті Лімасол (Кипр).
У змаганнях взяли участь спортсмени з 28 країн: Австрії, Азербайджану, Білорусі, Болгарії, Вірменії, Греції, Грузії, Естонії, Ізраїлю, Ірландії, Іспанії, Італії, Кипру, Латвії, Північної Македонії, Молдови, Нідерландів, Німеччини, Польщі, Росії, Румунії, Сербії, Угорщини, України, Франції, Хорватії, Чехії, Швейцарії.
Через пандемію COVID-19 всі учасники, не раніше ніж за 72 години до приїзду, повинні були скласти тести на COVID-19. Чемпіонат проводився у «санітарному міхурі», коли учасники максимально захищені від контактів із зовнішнім світом, щоб уникнути їх зараження.
Чемпіонат проходив за новими правилами суддівської системи, а підрахунок залікових очок — відповідно до вимог Міжнародного олімпійського комітету, коли загальнокомандний залік формується за завойованими медалями.
Також турнір вперше проходив за новими ваговими категоріями:
- Чоловіки та жінки:
  - Спортивне самбо (чоловіки) — 58, 64, 71, 79, 88, 98, +98 кг
  - Спортивне самбо (жінки) — 50, 54, 59, 65, 72, 80, +80 кг
  - Бойове самбо (чоловіки) — 58, 64, 71, 79, 88, 98, +98 кг

- Юніори та юніорки
  - Юніори, 2001—2002 рр.: -58, -64, -71, -79, -88, -98, +98 кг
  - Юніорки, 2001—2002 рр.: -50, -54, -59, -65, -72, -80, +80 кг

- Юнаки та дівчата:
  - Юнаки, 2003—2005 рр.: -53, -58, -64, -71, -79, -88, -98, +98 кг
  - Дівчата, 2003—2005 рр.: -47, -50, -54, -59, -65, -72, -80, +80 кг[1]

Україну на континентальній першості представляв 51 спортсмен, які вибороли 14 нагород. В активі українців: 6 золотих, 3 срібних та 5 бронзових медалі, а також 2 командних кубки («золотий» у бойовому розділі і «срібний» у жінок). Юніорська збірна (віком до 20 років) здобула 13 нагород (2 — 3 — 8), а також «срібло» у командному заліку — в юніорок. Юнацька команда (до 18 років) здобула 15 медалей (4 — 6 — 5) і «срібні» кубки у командній першості як у дівчат, так і юнаків.

## Медалісти

### Чоловіки
| Вагова категорія | Золото                    | Срібло                       | Бронза                                             |
| ---------------- | ------------------------- | ---------------------------- | -------------------------------------------------- |
| до 58 кг         | Володимир Гладких Росія   | Вахтанг Чидрашвілі Грузія    | Владислав Бурдь Білорусь                           |
| до 64 кг         | Павло Гладких Білорусь    | Олександр Чоботар Росія      | Дмитро Євдошенко Україна Радослав Марков Болгарія  |
| до 71 кг         | Магомед Гаджиєв Росія     | Еміль Гасанов[⇨] Азербайджан | Роман Труш Україна Міндіа Лілуашвілі Грузія        |
| до 79 кг         | Аскербій Гербеков Росія   | Іван Харьков Болгарія        | Леван Нахуцрішвілі Грузія Артур Хакобян Вірменія   |
| до 88 кг         | Сергій Кірюхін Росія      | Тимофій Ємельянов Білорусь   | Містрал Янсен Нідерланди Крістіан Бодірлау Румунія |
| до 98 кг         | Ярослав Давидчук Україна  | Віктор Решко Латвія          | Ентоні Сегард Франція Давід Лоріашвілі Грузія      |
| понад 98 кг      | Бека Бердзенішвілі Грузія | Андрій Волков Росія          | Владімір Гажич Сербія Даніель Натя Румунія         |

### Жінки
| Вагова категорія | Золото                    | Срібло                      | Бронза                                            |
| ---------------- | ------------------------- | --------------------------- | ------------------------------------------------- |
| до 50 кг         | Марія Буйок Україна       | Катерина Долгих Росія       | Анфіса Капаєва Білорусь Крістіна Касас Іспанія    |
| до 54 кг         | Христина Бондар Україна   | Альона Купава Білорусь      | Єлизавета Сищикова Росія Іва Іванова Болгарія     |
| до 59 кг         | Тетяна Шуянова Росія      | Яна Бяханська Білорусь      | Анда Ванвол Румунія Лаура Фурньє Франція          |
| до 65 кг         | Айко Рі Росія             | Аліс Шлезінгер Ізраїль      | Даніела Ждан Білорусь Юлія Гребеножко Україна     |
| до 72 кг         | Анастасія Хомячкова Росія | Ніно Одзелашвілі Грузія     | Катерина Москальова Україна Ольга Малейка Румунія |
| до 80 кг         | Марія Оряшкова Болгарія   | Галина Ковальська Україна   | Карина Шут Білорусь Ганна Балашова Росія          |
| понад 80 кг      | Марія Кондратьєва Росія   | Бьянка-Єлена Продан Румунія | Анастасія Комович Україна Евадне Отеро Іспанія    |

### Бойове самбо
| Вагова категорія | Золото                     | Срібло                      | Бронза                                                      |
| ---------------- | -------------------------- | --------------------------- | ----------------------------------------------------------- |
| до 58 кг         | Ай-Херел Хертек Росія      | Сергій Шилов Молдова        | Максимиліан Вало Франція Армен Мнацаканян Вірменія          |
| до 64 кг         | Павло Пантелеєв Росія      | Олександр Воропаєв Україна  | Арам Агаджанян Вірменія Василь Остапець Білорусь            |
| до 71 кг         | Таріель Абасов Ізраїль     | Мгер Мержанян Вірменія      | Антоні Марті Сегара Іспанія Наіль Будаков Росія             |
| до 79 кг         | Владислав Руднєв Україна   | Міхаіл Ніколов Болгарія     | Чарлі Шмітт Франція Міндаугас Верзбіцкас Литва              |
| до 88 кг         | Петро Давиденко Україна    | Євгеній Алексієвич Білорусь | Хуан Арастей Годелін Іспанія Ремко ван дер Брінк Нідерланди |
| до 98 кг         | Анатолій Волошинов Україна | Камен Георгієв Болгарія     | Антуан Нантоіс Франція Теодорос Аукштуоліс Литва            |
| понад 98 кг      | Сослан Джанаєв Росія       | Размік Тоноян Україна       |                                                             |

## Загальний медальний залік
*   Країна-господарка ( Кіпр)
| Місце                | Країна               | Золото | Срібло | Бронза | Загалом |
| -------------------- | -------------------- | ------ | ------ | ------ | ------- |
| 1                    | Росія (RUS)          | 10     | 3      | 3      | 16      |
| 2                    | Україна (UKR)        | 6      | 3      | 5      | 14      |
| 3                    | Білорусь (BLR)       | 2      | 4      | 5      | 11      |
| 4                    | Болгарія (BUL)       | 1      | 3      | 2      | 6       |
| 5                    | Грузія (GEO)         | 1      | 2      | 3      | 6       |
| 6                    | Ізраїль (ISR)        | 1      | 1      | 0      | 2       |
| 7                    | Румунія (ROM)        | 0      | 1      | 4      | 5       |
| 8                    | Вірменія (ARM)       | 0      | 1      | 3      | 4       |
| 9                    | Латвія (LAT)         | 0      | 1      | 0      | 1       |
| 9                    | Молдова (MDA)        | 0      | 1      | 0      | 1       |
| 11                   | Франція (FRA)        | 0      | 0      | 5      | 5       |
| 12                   | Іспанія (ESP)        | 0      | 0      | 4      | 4       |
| 13                   | Литва (LTU)          | 0      | 0      | 2      | 2       |
| 13                   | Нідерланди (NED)     | 0      | 0      | 2      | 2       |
| 15                   | Сербія (SRB)         | 0      | 0      | 1      | 1       |
| Загалом (15 збірних) | Загалом (15 збірних) | 21     | 20     | 39     | 80      |

## Демарш команди Азербайджану
Російський самбіст Магомед Гаджієв, що виступав у ваговій категорії до 71 кг, переміг больовим прийомом представника Азербайджану Еміля Гасанова. Останній не погодився із рішенням суддів та наполягав на продовженні поєдинку. Свого спортсмена підтримали представники тренерського штабу та інші члени збірної Азербайджану. Внаслідок дебатів команда Азербайджану була дискваліфікована, а результати її виступу анульовані .